# زمین‌لرزه ژوئیه ۲۰۲۰ آلاسکا
زمین‌لرزه ۲۰۲۰ آلاسکا روز چهارشنبه ۲۲ ژوئیه حدود ساعت ۶:۱۲ به وقت گرینویچ در ۹۸ کیلومتری جنوب شرقی شهر پری‌ویل به‌وقوع پیوست و آژیرهای سونامی را به صدا درآورد. این زمین‌لرزه بنا بر گفته مرکز لرزه‌نگاری آمریکا در عمق ۱۰ کیلومتری و به بزرگای ۷٫۸ در مقیاس Mw بوده‌است.